# Claus Ahrens (Archäologe)
Claus Ahrens (* 2. Juli 1925 in Bremen-Vegesack; † 30. November 1998) war ein deutscher Prähistoriker.
Ahrens wurde 1966 an der Universität Hamburg mit der Arbeit Vorgeschichte des Kreises Pinneberg und der Insel Helgoland promoviert. Noch im selben Jahr wurde er Direktor des  Helms-Museums in Hamburg und verblieb in der Position bis zu seiner krankheitsbedingten frühzeitigen Pensionierung 1986. 1970 gehörte er zu den Gründungsmitgliedern der Archäologischen Kommission für Niedersachsen. Von 1982 bis 1988 war er Präsident der Vereinigung der europäischen Freilichtmuseen (AEOM).
Unter seiner Leitung wurde das Helms-Museums 1972 zur zentralen archäologischen Forschungsstelle in Hamburg, in der die zuvor auf mehrere Museen verteilten Sammlungsbestände zusammengeführt wurden. Mit zwei von ihm konzipierten Ausstellungen, 1978 Sachsen und Angelsachsen sowie 1981 Frühe Hochkulturen im nördlichen Europa machte er das Museum auch international bekannt. Doch gegen Ende seiner Amtszeit musste er auch Niederlagen in der Museumspolitik verkraften, etwa die Abspaltung des Freilichtmuseums am Kiekeberg vom Helms-Museum. Als praktischer Archäologe untersuchte er unter anderem Reihengräberfriedhöfe und Ketzendorf und anderen Orten sowie den Burgwall Hollenstedt.

## Veröffentlichungen (Auswahl)
- Vorgeschichte des Kreises Pinneberg und der Insel Helgoland (= Veröffentlichungen des Landesamtes für Vor- und Frühgeschichte in Schleswig. Die vor- und frühgeschichtlichen Denkmäler und Funde in Schleswig-Holstein. 7, ZDB-ID 503391-3). Wachholtz, Neumünster 1966 (Zugleich: Hamburg, Universität, Dissertation, vom 21. Februar 1966).
- Vorgeschichtliche Wanderziele im Harburger Raum (= Veröffentlichungen des Hamburger Museums für Archäologie und die Geschichte Harburgs – Helms-Museum. 31). Christians, Hamburg 1976, ISBN 3-7672-0407-X.
- Wiederaufgebaute Vorzeit. Archäologische Freilichtmuseen in Europa. Wachholtz, Neumünster 1990, ISBN 3-529-01838-4.
- Die frühen Holzkirchen Europas (= Schriften des Archäologischen Landesmuseums. 7). Theiss, Stuttgart 2001, ISBN 3-8062-1397-6.